# 神之塔
《神之塔》（韓語：신의 탑）是一部韓國網路漫畫，由漫畫家SIU所繪，2010年開始於Naver Webtoon連載。至2020年2月為止已被翻譯28種語言，全球觀看次數突破60億人次（截至2023年）。

## 劇情簡介
財富、榮耀、權利、力量、復仇……
無論你想要什麼，神之塔都可以實現。
全部記憶都被黑暗覆蓋的少年夜，為了追尋蕾哈爾而闖入神之塔，燦爛的星空在塔頂，騙局與陷阱在塔里，開始登塔吧！

### 第一季

#### 海頓樓層篇 (第一季 1 - 4話)
在謎之洞穴，就只有夜和蕾哈爾一起生活。有一天，蕾哈爾決定登塔，追尋塔頂的星星，離開了夜。夜為了追尋唯一的朋友蕾哈爾，以「非選別人員」的身分登上了塔。謎一樣的「神之塔」，究竟是甚麼……塔有一個規則，就是每一層都有一個測試，只有通過測試的人，才有資格通過上一層。然而，第一層的海頓樓層，夜卻已要面對難度甚高的測試——對戰神水魚白鐵甲鰻魚。

#### 伊凡科爾的地獄篇 (第一季 5 - 78話)
在黑色三月的幫助下，夜成功到達第二層——「伊凡科爾的地獄」。這一層的測試總監柳寒城表面上安排了不同測試，背後卻好像在密謀甚麼。夜在這層認識了昆和雷克，一起組隊挑戰測試，同時亦認識了眾多朋友。而在測試中，夜終於遇上一直尋找的蕾哈爾，正當夜歡喜想保護蕾哈爾通過最終測試之際，蕾哈爾竟背叛了夜，動手殺了他……

### 第二季

#### 王男篇 (第二季 1 - 55 話)
於第一季末的夜沒有死去，卻被迫加入了FUG，成了候補殺手，繼續登塔。而夜這次遇上新登場的王男，及其他新認識的朋友。而昆及雷克一行人，未能接受夜已經死去的消息，一邊登塔一邊尋找夜。

#### 工房戰篇 (第二季 56 - 110話)
第三十層的工房戰，是選別人員競爭裝備的平台。糖醋肉隊及昆隊都參加了工房戰，夜與昆會否終於碰面？而工房戰中神秘的AI系統艾蜜莉又是甚麼？為何能知曉一切？

#### 地獄列車 革命之路篇 (第二季 111 - 154話)
地獄列車，是D級選別人員能夠從35層直達43層的測試列車，但困難程度極高，而被稱為地獄列車，而夜與雷克及火蓮組成一隊，而昆及王男等人成組成另一隊，各自搶票登上地獄列車。而蕾哈爾隊亦登上列車，準備召喚列車中的惡魔——白神。

#### 地獄列車 白神篇 (第二季 154 - 197話)
多年前，FUG的殺手白神，因屠殺了太多人，而被吉黑德公主封印了在地獄列車。而蕾哈爾等人為了獲得白神的力量，而將他解封了。強大的白神，看到了非選別人員夜後，卻想吞噬他的靈魂，以恢復自己真正的力量。

#### 地獄列車 名聲獵場篇 (第二季 198 - 231話)
在與白神對戰後，夜想前往第43層的死亡之層尋找蕾哈爾及刺兒的下落。而宥莉卻認為夜等人的能力去死亡之層只是送死，因此要求夜等人通過名聲獵場後才能進入死亡之層。而名聲獵場是由凱薩及十傑管理的地方，所有人可以互相奪取名字，被奪取的人便永遠無法離開這個地方。而夜等人卻在這遇到伊樹隊及被奪取名字的安德羅西。

#### 地獄列車 死亡之層篇(第二季 232 - 263話)
多年前非選別人員N Ryu擅自打開塔之門，走到第43層，殺死了管理者後便消失了。43層因失去管理者而一直沒有人監管，被稱為死亡之層。夜在這一層，了解到自己一部分的身世以及吉黑德公主的真相……

#### 地獄列車 隱藏之層篇 (第二季 264 - 308話)
十大家族波維多的家主要求夜要到隱藏之層，與少年時的吉黑德對戰，並將某重要的東西帶回。在隱藏之層，夜遇上了少年時的昆家家主，開始學習新技能歐芙球，以對付少年吉黑德。然而最後，塔內最強的人竟出現了……

#### 終點站大戰篇 (第二季 309 - 337話)
因波維多的家主干涉了塔的一切，吉黑德發出了三道命令，包括殺死FUG、殺死波維多家族，及殺死列車上所有選別人員。吉黑德軍隊為了為了執行任務，來到列車終點車，準備以龐大的軍隊把夜等人殺清。一眾頂階高手、軍隊長、吉黑德公主、FUG都齊集在此，戰事一觸即發。

### 第三季

#### 犬族閻王篇 (第三季 1 - 48話)
終點站之戰後，夏鎮成被吉黑德軍隊捉去，夜為了拯救師傅，決定請求FUG殺手閰王協助。然而，殺手閰王又怎會輕易答應。此時，FUG的長老卻出現，打算讓沌取代閰王成為殺手，把閰王送到與和平共處的城牆。同一時間，第五軍團長野史拉切也來到城牆，犬族與貓族，復仇與命運，為巢穴之戰埋下伏線。

#### 巢穴激戰篇 (第三季 49話 - 129話)
夜與閻王聯手，連通過住同伴，城牆英雄，白神FUG的元老等人，決定闖入巢穴拯救師傅夏鎮城。而吉黑徳亦罕有地安排第四與第五軍團在巢穴迎戰。而巢穴的真身竟是連接著十大家族中的最強喚獸師 - 羅波比亞的家長「特洛伊.梅萊伊」的浮游戰艦。而吉黑德公主的其中一位也來到現場，彷彿在密謀甚麼。

#### 家族內戰篇 (第三季 129話 - )
巢穴激戰夜救出夏鎮城後，眾人從羅波比亞眼下闖進瞬移艦，準備逃離。夜，夏鎮城，茶與家長一同瞬移至莉涼吉黑德的母艦，家長要求夜與莉涼吉黑德成婚，成為自己家族一份子。閻王與野史拉切，加拉加等瞬移到羅波比亞獸人的聚集處。羅波比亞的支派長瞬移至波維多母艦。貓塔倖存等人被索菲亞譚帶到FUG的聖地。昆和雷克，花蓮，白神等移到波維多母艦。

## 登場人物

### 主要角色
第二十五夜（夜）（韓語：스물다섯번째 밤）
（久·威傲来·格雷斯（韓語：쥬 비올레 그레이스））
聲優：市川太一（日本）；김명준（韓國）；Johnny Yong Bosch（美國）
本作主角，人類，男性，黑髮金眼，職業：波道使、狩獵者。為了追尋蕾哈爾而登塔。在海頓的測試層中受到宥莉公主的幫助暫時取得「黑色三月」，並且能成功將其啟動。在王冠遊戲中與阿娜克的打賭失敗將「黑色三月」交給阿娜克。於第一季結尾受蕾哈爾背叛，消失2年後於第20層出現化名"久·威傲来·格雷斯"，實力大大增強，更在之後於地獄列車至隱藏之層中，習得了「神元流」及自己的專屬神水型態「歐芙球」，亦吸收了赤色巴利，可以擬態使用，還有被白神殺死的亡靈。第三季中為了救出遭到吉黑德王國俘虜的夏鎮成，而接受伊凡科爾的地獄修行，並與師兄加拉加聯手，接著和支持他的F.U.G部分派系以及犬族、吉黑德王軍前第四軍團的卡拉班等人合作，三方人馬集結起來，對吉黑德王軍發起城牆攻防戰。戰爭因擊敗白神而獲得部分力量，亦解除羅波比亞家族的地盤「巢穴」中所封印的災厄之獸「利維坦」，將之吸入自身體內得到力量。
被特洛伊親自指定為羅波比亞家長的唯一繼承人，巢穴之戰就是為了把夜引來而開啟的戰爭，最後被迫在夏鎮成和特洛伊兩人的協議下，定下一個月後的比武招親事宜，由此決定眾多女性中，誰才能擁有擁有夜的婚姻權。
最終登塔的目的是為了弄清楚自己的身世，以及在他體內的啟動武器「刺」的秘密。
之後揭示他的名字「威傲来」確實是真名，而「第二十五夜」這個名字是隱藏塔頂最終樓層與十三月系列相關聯的暗語，是屬於塔頂的鑰匙之一，被十大家長稱為「V」之子。
蕾哈爾（韓語：라헬）
聲優：早見沙織（日本）；양정화(梁靜花)（韓國）；Valerie Rose Lohman（美國）
人類，女性，黃髮黃眼，臉上布滿雀斑的女孩，職業：燈台御守。為了看到真正的星星而登塔。身分成謎，是塔內唯一知道夜身世的人，亦曾透露出自己認識夜的母親琳。討厭夜，曾稱夜搶走了自己的一切。安德羅西稱其為「麻煩的女人」。於第一季結尾為了達成自己的目的不惜背叛夜，二季後揭露她很早就與F.U.G合作，實力極弱，但具有相當的領導統御能力，拉幫結派的同時還將F.U.G的殺手之神「白神」華奎因成功誘導成為自己的棋子，為了躲避昆的追殺而在登塔的同時，不斷往禁區前行。獲十大家主贈送神水魚，只有蕾哈爾自己能看到，會自發性保護主人。
昆·阿圭羅·阿尼亞斯（韓語：쿤 아게로 아그니스）
聲優：岡本信彦（日本）；심규혁(沈揆赫)（韓國）；Chris Hackney（美國）
人類，男性，淺藍髮碧眼，職業：原為長槍將血統，現擔任燈台御守。十大家族「昆」家族出生。在回憶中透露登塔前幫助(實際上是被利用)姐姐瑪莉亞成為吉黑德公主，導致自己的親姐姐自殺、自己的家系被流放。(此段未在漫畫中公布)  為了不要讓夜經歷自己的遭遇而決定守護夜。知道是蕾哈爾在考試中背叛夜，二季時開始與伊樹暗中合作計畫剷除蕾哈爾，但對方屢次成功逃脫，之後他與夜重逢後，為了追殺蕾哈爾而跟著夜再次登塔。
於工房戰中獲得特殊匕首「白千鏡」後，經由火蓮的訓練，實力大幅度提升，但遭遇華奎因時深感實力不濟，為了能跟上夜的腳步而賭命與伊文進行嚴酷修練，終於習得了昆家燈台御守與長槍使的獨門綜合特殊技「安娜核心」，其威力能突破死亡之層的各路強大魔物，在隱藏之層的修練一度無法取得成果，原因是自己一直拒絕自身家族的力量，之後與夜的資料人的死鬥中，接受了自己，而成功獲得自己的神水屬性「寒冰長槍」，於隱藏之層的最終章節時，遭到蕾哈爾的暗算，幸好寒冰屬性自動保住了生命，但陷入了沉睡。後來第三季獲得蓮雲的協助，注入火花而甦醒，使他同時擁有火與冰之技能。
雷克·萊科雷斯（韓語：라크 레크레이셔）
聲優：三宅健太（日本）；최낙윤（韓國）；Matthew David Rudd（美國）
外觀似鱷魚，職業：長槍將。除了夜以外的人都稱呼其「鱷魚」，喜歡叫別人「烏龜」。被柳寒城縮小，後來得知這是一種叫「壓縮」的技能，可以在平時隱藏並儲蓄自己的力量，二季後實力大增，變大之後除了十大家族的直系外，幾乎沒什麼對手，在隱藏之層的修練中習得自己的神水屬性「石之盾」，也因此揭示他的真實身分，是傳說中的塔之巨人所分割的五大元素之一的「原生者」，屬於「地」之原生者的直系血脈。

### 夜之隊
地獄伊凡科爾 Evankhell (에반켈, Ebankel)
頂級高手。曾是第二層的支配者，後被管理者解除職務派出協助夜。 由於她擁有大象外型的古代種，可以使用古老的火焰力量，她被稱為“地獄之火”，可以使用消源一切之火和復甦之火。之前排名第60，由於失去了支配者的地位而跌出前100名。神水形態為火屬性的稀有歐芙球，可同時使用四個歐芙球，在終點站之戰使對手形容為大災難。伊凡科爾是在殺死之前的該層統治者後才得到瞭如今的地位。而之前以前那位統治者是屬於十大家族(10 Great Family) 中的人。
曾一場小規模衝突中，即將殺死柳寒成，但伊凡科爾注意到他似乎並不害怕，對此感到好奇。柳寒成回應說，他與其他高手不同，沒有永生的幻想，只擔心自己對目標的熱情會消亡。這個答案吸引了伊凡科爾的欣賞，兩人從此有了緊密的關係，在第二層一起工作。而在終點站之戰中，看到夜的天賦，決定成為夜的師傅，亦傳授夜使用歐芙球的技巧。
道媛
隠秘花園領導人，對抗吉黑德軍。花之五國中桃花國的戰士。使用花之神控制術。曾被封印。
茶
隠秘花園領導人，對抗吉黑德軍。太始人後裔。垂釣者。曾被封印。解封後決定跟隨夜。

### 伊樹隊
什伊樹（韓語：십이수）
聲優：江口拓也（日本）；최한（韓國）；Scott Whyte（美國）
人類，男性，職業：搜索者。一季非常膽小怕事，二季開始時從昆得知蕾哈爾的背叛後，個性劇烈轉變，成熟冷酷，其戰略邏輯甚至超越了昆，為本作中的第一團隊智囊，屢次以奇招戰勝不少隊伍。
哈馳
聲優：深町寿成（日本）；김혜성（韓國）；Nicolas Roye（美國）
人類，男性，黑髮黑眼，職業：搜索者。至始至終都以情意為優先，為了朋友可以與他人為敵，二季時敗給真正的「右臂惡魔」卡薩盧之後，開始對自己的劍術激烈修行，最終成功壓制了卡薩盧，之後更是從工房戰中得到了專屬的啟動武器「東海」，其威力甚至讓吉黑德家族的莉涼備感威脅。
安德羅西·吉黑德（韓語：엔도르시 자하드）
聲優：末柄里惠（日本）；곽규미（韓國）；Jeannie Tirado（美國）
人類，女性，吉黑德公主，棕髮橘眼，職業：狩獵者。韓德家族的養女。在王冠比賽中從另一個考場加入的選別人員，見到阿娜克後稱其為「假貨」。在分位測試中與阿娜克的戰鬥中向其詢問為何「阿娜克·吉黑德」要選擇不幸的道路，並稱呼阿娜克為外甥女。
與夜原本是臨時情侶關係，之後戲假弄真，與夜相處的過程中逐漸愛上了夜，並對他積極追求。
阿娜克·吉黒德（韓語：아낙 자하드）
聲優：關根明良（日本）；장미（韓國）；Cherami Leigh（美國）
女性，蜥蜴，褐髮褐眼，職業：狩獵者。十三月系列武器「綠色四月」持有者。王冠比賽中與夜打賭獲勝取得「黑色三月」。昆在燈台裡搜尋到的資料顯示其早已死亡（實際死亡的是遭處決的母親），後在分位測試中與安德羅西的對戰中揭露其身世與過去。
馮切卡爾·洛雷（韓語：폰세칼 라우뢰）
聲優：小野大輔（日本）；박요한（韓國）；（美國）
人類，男性，職業：波道使。喜歡睡覺，總是帶著棉被與枕頭。

### 糖醋肉隊
久·威傲来·格雷斯（韓語：쥬 비올레 그레이스）
聲優：市川太一（日本）；（韓國）；（美國）
夜使用的化名，被王男騙進隊伍。第一季被蕾哈爾陷害後被迫加入F.U.G成為候補殺手，被威脅如果不聽從指令的話以前的好友們就會被殺，為了能再次見到以前的好友們日以繼夜地不斷練習，在第二季剛開始的測試展現驚人的神水爆發力，在神水王測試中揭露他的神水數值超過十萬以上，似乎深不見底。
後期揭露他具有極高的學習能力，能將各大武功看一眼後就能為己所用，拜F.U.G中的頂尖高手夏鎮成為師，並習得傳承極奧義「花蝶攻破術」。
吉王男（韓語：자 왕난）
聲優：內田雄馬（日本）；（韓國）；（美國）
人類，男性，金髮黃眼，右眼下方有顆痣，頸後有兩隻紅角，職業：未知。於第二季第一話中登場，是一名長期重考生，因為重考的高昂費用而貸款，初登場便負債累累。武器是神水炸彈，擁有有吉黑德標記的戒指。被稱作「紅燈家的王子」或「花柳巷的王子」。
登塔的理由是為了成為塔之王，將塔變成一個人們可以在天花板下一起歡笑的地方。後來認識了夜與梨花等人，並一同度過生死難關後，決定慢慢組織起自己的隊伍，更從夏鎮成與火蓮口中得知夜的過去後，下定決心要將夜送上塔，爾後梨花等人也逐漸得知真相，並決意一同對抗F.U.G，為了拯救虎亮，而賭命跟著火蓮與昆修行一年，其實力大幅提升，並有一定的戰術頭腦。
原本沒有任何實力，神水抗性極低，只有超人般的恢復能力。刻苦修行後，體術大幅強化外，也能使用更高階的神水炸彈，包括連蕾哈爾等人都認為極為危險的「反物質炸彈」也成了他的獨門武器。在第二部隱藏之層中獲得一把會說話的劍，本身似乎具有穿越空間的能力。
其真實身分為加拉加的親兄弟，年齡非常大，與吉黑德王有著千絲萬縷的關係。
蓮梨花（韓語：연 이화）
聲優：渡部紗弓（日本）；（韓國）；（美國）
人類，女性，黑髮粉眼，職業：狩獵者（火焰師）。十大家族「蓮」家族出生。雖為蓮家出生，但並不能控制自己的火焰，在遇見糖醋肉隊之前的測試常常失控把隊友燒死。
姜虎亮（韓語：강 호량）
聲優：松田健一郎（日本）；（韓國）；（美國）
人類，男性，黑髮黑眼，職業：長槍將。被稱作「右臂惡魔」。對高生有好感。
實質上被稱為「右臂惡魔」的人是他摯友卡薩盧，為了追捕卡薩盧而選擇登塔，在觀察糖醋肉隊的過程中，逐漸敞開心房，選擇幫助吉王男及威傲來，中途遇見了卡薩盧，但被卡薩盧暗算，至今仍然昏迷不醒，吉王男為了拯救他而與夜等人踏上征途，討伐蕾哈爾一夥。
呂高生（韓語：여 고생）
聲優：嶋村侑（日本）；（韓國）；（美國）
人類，女性，一直戴著眼鏡，職業：燈台御守。
呂美生（韓語：여 미생）
聲優：宮下早紀（日本）；（韓國）；（美國）
人類，女性，穿著校服，職業：搜索者。為了尋找父母而登塔。爆發時的力氣驚人。
普林斯（韓語：프린스）
聲優：河西健吾（日本）；（韓國）；（美國）
人類，男性，深紫色頭髮，職業：燈台御守。20層借貸公司的少爺，父親為了讓他登塔，把所有的錢都用來賄賂考官。原本個性驕傲自大，在監考官勒伯的測試中被管家背叛，險些被打死之餘被虎亮所救，之後性格收斂了許多，並且非常崇拜虎亮還稱其為惡魔大人，於地獄列車篇中，與吉王男、美生、亞克雷普特中了蕾哈爾的陷阱，落入華奎因手上，為了拯救美生以及保護吉王男，而選擇犧牲了自己的生命，壯烈成仁。
魂 亞克雷普特（韓語：혼 아크랩터）
聲優：白石兼斗（日本）；（韓國）；（美國）
人類，男性，職業：未知。曾與十大家族的女人結婚，並育有一女，但被女方的家族帶走。很愛護美生。
於地獄列車篇中，與吉王男、美生、普林斯中了蕾哈爾的陷阱，導致美生與普林斯落入華奎因手上，並與吉王男親眼看見普林斯被華奎因所殺，為了保護吉王男，而選擇代替吉王男犧牲了自己的生命，壯烈成仁。

### 昆之隊
昆·阿圭羅·阿尼亞斯（韓語：쿤 아게로 아그니스）
隊伍的隊長，親自去招募隊友。
昆·蘭（韓語：쿤 란）
聲優：（日本）；（韓國）；（美國）
人類，男性，淺藍髮碧眼，職業：狩獵者、長槍將。十大家族「昆」家族出生。服用「雷丹」讓身體能力暫時變強，但只能維持五分鐘，且會有副作用。
盧比
職業長槍將。實力很強。每次和昆·蘭的對決都敗在其下。和昆·蘭搭檔，配合很好，可以隨時調換職階。在名聲狩獵場暴揍鋼鐵人JM
貝塔
工坊的活體啓動武器，是個完整的殘次品。需要藥品維持身體。被蕾哈爾用艾米麗欺騙，找夜報仇，被擊敗，發現被騙後加入昆隊。月下翼松帶來了足夠的藥品。在名聲狩獵場從夏夏的燈台轉移到昆的燈台，負責計算操作。
夏夏
職業燈台守衞。因為種族關係，嗜錢如命。本來聽從FUG，後在工坊戰中叛變協助找到人質。後一直被昆僱傭在此隊伍中擔任燈台御守。
埃丁·丹
職業搜索者。25層前沒有燈台御守看到過他的動作，可見速度驚人。但因隊伍團滅，只有自己逃出來，於是不再登塔。被昆用計強行拉入昆隊，不願意成為蕾哈爾的腿，被蕾哈爾陷害，雙腿受傷，後雖恢復，但速度不如以往。
雞湯
隊中長槍將。因能見到安德羅西而入隊，被隊中兩位FUG間諜喂毒藥身亡。
邁克
隊中波道使，FUG間諜。和蕾哈爾串通叛變後，下落不明。第三季時與FUG的長老有所聯繫。
艾帕爾
隊中搜索者，FUG間諜。和蕾哈爾串通叛變後，下落不明。第三季時與FUG的長老有所聯繫。

### 蕾哈爾隊
蕾哈爾(Rachel)
參見條目蕾哈爾（Rachel)
艾利赫·華奎因
地獄列車上的候補殺手，曾經的殺手“白神”，為了超越父親 ，和惡魔定下契約與另外4個弟妹合體成為一人。性格殘暴，進行了大量殺戮來獲得力量，被同門吉黑德公主擊敗，逃入地獄列車，被當時列車上的選別人員封印。後被蕾哈爾放出，在列上被夜擊敗。蕾哈爾答應用艾米麗幫其尋找最後一個分身。與蕾哈爾一同行動。在死亡之層吞噬大量靈魂，因為詛咒無法離開死亡之層，被波·維多·古斯特昂收走所吞噬的靈魂，之後被加拉加救走。現已被吉黑德軍俘虜，成了貓塔遊戲中阻擋夜繼續前進的棋子，最後把夜殺死後卻意外激發了夜的未知能力，反過來被其吸收了大半力量，退化成數百年前力量盡失的樣貌後，喪失心神而被其他人格關進內心世界，無法再回到現世。
拜尼阿米盧·卡薩盧
在工坊戰中奪走虎亮的惡魔之力。塔中人所説的右臂惡魔，其實是左臂。放走貝塔讓騙其找夜報仇。和商會交易帶走艾米麗交給蕾哈爾。在地獄列車中被王男抓捕，失敗後放出。在王男與蕾哈爾達成交易後被安排去喚醒虎亮。
夏侑拉
夏家人，D級選別人員，神之塔內著名歌手。在艾米麗説出跟隨蕾哈爾，就能得到她所想要的東西之時，毅然退出歌手界，追隨蕾哈爾。希望去隱秘之層，時光倒流。擁有工坊製造的C級之上的道具燈台，可以完全截斷對手的神水控制，可以在指定地點複製並瞬間移動到那，一次最多3個人，一天一次。地獄列車列車長是她的粉絲。現與蕾哈爾一起行動，已被吉黑德軍俘虜。
丹尼爾·海吉德
200多年前封印華奎因的參與者之一，後學習死靈法術。加入蕾哈爾隊喚醒華奎因，希望能復活勒恩·尤雅。後因蕾哈爾干擾，導致與計劃偏離，脱離自己的控制，叛變幫助王男隊。在後來與同伴的對話中解開心結。夜與華奎因的戰鬥結束後，與受傷的阿卡·威廉姆斯一同下車。
拉吉爾(安琪兒）
母親勾引十大家族男子，意外懷孕所生。十分仇視十大家族的人，仇視他們的天賦和得到的愛。手下有吃鋼鐵的小獸，分散後被學會死靈法術的夜用神水殲滅。在殺死紅爪激怒蓮梨花後，被暴走的梨花擊敗。
布爾沙·艾洛特
閻王的狂犬之一，鬥爭型狂犬。技能神水鐵鏈蜂巢地獄，死亡才會消失。在殺了蒙塔裏之後，被夜秒殺。

### 十大家族
很久以前，塔還未有任何文明，吉黑德和十家主從塔外闖入塔外，征服至第一百三十四層，並從管理員取得管理權。自此，吉黑德便自稱為塔之王，而十家主亦各自建立自己的家族及領地，成為塔中權力和地位象徵。而事實上，除了十家主，當時從塔外進入的還有琳和V一共十三人，因此才有武器十三月。

#### 艾利赫家族(Arie Family)
首領為艾利赫·洪 (Arie Hon)，排位第五的高位者。十大家族之一，十大家族各位首領中最強大的人。十大家族中，實力與規模就只有昆家族和夏家族能媲美。擁有第100~95, 93~91, 79-78層的統治權。
作為艾利赫家族的首領鎮守在第一百層，而他也擁有十大家族中最寬廣的領地。最被人們津津樂道的是，洪在這一層為試煉者們準備了非常特殊的測試，其獎勵也十分豐厚。但因為測試的難度所限，大部分的試煉者都不敢接受。時至今日，也只有兩個人通過了這個測試。一位是他的女兒，艾利赫·哈琪佩莉恩·吉黑德，另一位是烏雷克·馬奇努。
艾利赫家族擅長劍術，因與管理員定下規則，它們的劍是無法躲避的。
艾利赫·洪 (Arie Hon)
家主，排名第五。使用塔中唯一的s+劍white oat。他曾挑戰吉黑德十次，十次戰敗，因此願意跟隨吉黑德。烏雷克·馬奇努曾經經通過他的測試，捱過他的劍十分鐘，最後烏雷克·馬奇努通過並獲得其中一層的統治權。
艾利赫·哈琪佩莉恩·吉黑德
吉黑德公主。排名三十六。擁有紅色十月。唯二通過艾利赫·洪的測試，獲得"幼稚和私人"的獎勵。推斷為將白神封印於地獄列車的吉黑德公主。
艾利赫·伊尼耶達
D級選别人員。名聲獵場十傑之一。皮膚黝黑。喝酒後劍術會更強。並非艾利赫家族的直系，因而討厭所有直系的人。
艾利赫·華奎因/白神
白神的分身之一。一直想得到父親青睞，而使用咒術，與另外四名家族成員合體成為白神。為FUG第二代的殺手之一。曾統治兩個國家，並使其互相殘殺，享受殺戮。後因太兇殘，被同族的吉黑德公主封印於地獄列車。後被丹尼爾復活。在巢穴被夜擊敗，華奎因的人格沉睡，轉由文森特控制白神。
艾利赫·文森特
白神的分身之一。擅以劍作防禦，是華奎因唯一無法敗的分身。性格與華奎因相反，表現冷靜斯文。熟悉咒術及學識淵博。
艾利赫·艾娜
白神的分身之一。因體質弱，無法使用劍，而改以操控玩偶使用劍。
艾利赫·戴維
白神的分身之一。曾於列車寄生於王男身上。
艾利赫·阿爾貝特
白神的分身之一。唯一仍未登場的分身。之後此靈魂與眾多被白神所殺的靈魂結合，以女性的身分出現，協助夜對抗華奎因。在終點站後為了協助夜，願意將自身靈魂與華奎因融合。

#### 昆家族(Koon Family)
家族首領為昆·艾德安(Koon Eduan)，神之塔內排名第六位的高位者。被認為是十大家族中擁有最多妻子（僅僅是結婚對象，沒有實質感情）的男人。因此昆家族十分龐大，或許只有韓德家族(Hendo Family)能與之相提並論。
因為子嗣的數量極其龐大，他們之間自然就存在着許多不為人知的爭鬥。而家族內的種種爭鬥最後則促成了公開的正式決鬥。根據家族的條文，任何昆家族的孩子，在十歲那年都必須要參加當年舉辦的比賽，他們需要互相戰鬥，獲勝者們被承認為昆家族真正的孩子。
獲勝者除了被選為真正的子嗣之外，還被允許使用家族的紋章。而失敗者則被稱為“遺棄之人”(Abandoned)，同時也無權使用紋章。
昆家族的人往往都很聰明，但同時也是冷酷無情的陰謀家，大部分都是那種傲慢自信的人。大多擅長使用電槍術。
昆·愛德安(Koon Eduan)
昆家主。排名第六。武器為巨大長槍Marlin，據說它可以刺穿塔的一半。喜歡女人和酒，完全不理會孩子。是十家主中妻子最多的男人。在恩流出現前，他是塔中最強的長槍將。神水形狀為長槍。擁有三種神水屬性，分別是電、冰，及一種未知的稀有屬性。亦是塔中最強的電術師╴擅長雷屬性的神水，威力強速度快。
昆·阿圭羅·阿尼亞斯(Koon Aguero Agnis)
見主要人物
昆·瑪利亞·吉黑德（Koon Maria Zahard）
昆的同童年玩伴，被昆送上公主寶座。似乎與昆·瑪斯切妮·吉黑德合作，暗地裡密謀甚麼。
昆·瑪斯切妮·吉黑德 （Koon Maschenny Zahard）
吉黑德公主。詳見吉黑德公主。
波維多•萊波利•昆
新第四軍團長，成為軍團長前在秘密部隊替吉黑德處理骯髒的工作，因此知名度不高，排名較低，但實力不容小小覷。同時擁有電和水蒸氣兩種神水屬性，可以使任何武器注入電屬性，模仿電槍術投擲。而水蒸發則可大量散發電力，造成極大傷害。暫未知為何姓氏為波維多，可能與十大族家的波維多家族有關連。
昆·蘭
昆之隊成員。詳見昆之隊。。
昆.哈齊靈
月下松翼成員。擅長使用燈台。
昆•哈因德•路兹
隱秘花園成員。新第四軍團的師團長。後因贖罪而自我犧牲。使用電與弓箭。
昆.皇家.艾洛特
頂級高手。第44層的支配者。曾因終點站之戰中伊凡科爾令該層陷入混亂，而出手阻止伊凡科爾，被伊凡科爾稱為當時該層內真正危險的傢伙。使用冰屬性神水。
昆.馬可仕.亞森西奧
頂級高手。昆家直系子嗣。於隱藏之層中為跟從父親三人之一。現替瑪斯切妮辦事。使用飛魚槍法，長矛末端的兩把刀刃都會飛來飛去攻擊目標，刀刃會以極快的速度攻擊無數次。及使用特殊技大風車，及長槍街虛空斬。在家族內自成一派，受到父親重視。
昆·伊卡爾迪
於隱藏之層中為跟從父親三人之一。使用咒術語言寶具的倉庫，可使珍貴的寶具重現。
昆.琪賽兒
是阿圭羅母親妹妹的女兒，自從母親於鬥爭中過世後，便與阿圭羅的支派一起生活。因阿圭羅背叛了自己支派的姐姐，協助瑪利亞成為公主，因而憎恨阿圭羅，於隱藏之層中以宿敵出現。擅長使用匕首，軌跡如閃電，難以阻擋。
昆 戴波 培瑞兹
巢穴篇中替阿森西奧和瑪絲切尼公主執行秘密任務。

#### 羅·波·比亞家族(Lo Po Bia Famliy)
擅長操控塔內所有神海魚和動物，以喚獸師為主要戰力，其家長更是塔之歷史中最強的喚獸師。透過針葉工房研究能操控的半獸人。羅.波.比亞家族一共有20個分支家族，每個個分支有一種動物作代表。
已知支派：
-灰狼
-天堂鳥
-蜘蛛
-貓頭鷹
-眼鏡蛇
-白馬
-龜
-老虎
-六腳蜥蜴
-黑獾
-黃金鯉魚
-北極熊
-綠色甲蟲大象
-奇美拉
羅波比亞•特洛伊梅萊伊(Lo Po Bia Träumerei)
羅波比亞的家主，有著淺綠色的短髮，天藍色的眼睛，醒目的濃眉，戴著口罩。於巢穴激戰篇登場。對吉黑德十分忠誠。時常召喚並使用23怪中的藍色箭毒蛙，可以遠距離召喚特定人物，功能為進行傳送或抓捕。能親自操控23怪中最強的七大動物，當中包括三大海龍，本作內為塔之歷史中的最強喚獸師。
有著很強的控制欲，認為他人會因為愛情背叛他。將不想記起的記憶餵給利維坦。與古斯特昂關係糟糕。
十分中意夜，因夜的極強命運而在吉黑德王所下的三道密令中還能大難不死，一路殺出重圍到他的面前，而認定夜就是他的命定之人，因此希望夜能成為他的家長繼承人，為了得到夜而不惜在巢穴中開啟大戰，在各種軟硬兼施屢次未果的狀況下，最後只好接受了夏鎮成的提案，舉辦塔內比武招親，希望自己的家族女兒能贏得夜的婚姻權。
控制的七大動物如下，各自代表七大罪：
-銀白鰻魚
-牛(懶惰）
-青蛙
-章魚(傲慢)
-拉比德(憤怒)海龍之一
-鱷魚
-利維多
羅波比亞•洛巴頓
家族第一位嫡系子孫，羅波比亞軍的野戰指揮官，為羅波比亞軍最高之人，亦為家族數一數二之頂尖高手。亦為大喚獸師。是家主妻子蘿拉的父親，莉涼和西涼的的爺爺。為羅波比亞家族的高手
羅波比亞•蘿拉
洛巴頓的女兒，與家主生下莉涼和西涼雙胞胎，但曾借助沙蛇賦予女兒力量。
羅·波·比亞·連
吉黑德王室直屬處決部隊67號萊恩。擅長操控神水魚。
羅·波·比亞·伊蓮
曾為候選吉黑德公主，但因犯了公主的禁忌，與男性相戀而被取消公主身分，令分支背負龐大負債。為償還負責而統治名聲獵場，外號凱薩。後被夜打敗及說服，離開了名聲獵場。於終點站篇加入夜，一起進入巢穴拯救夏鎮成。操控生物為狼。亦擅長控制武器。
羅·波·比亞·莉涼·吉黑德
詳見吉黑德公主
羅·波·比亞·西涼·吉黑德
詳見吉黑德公主
羅·波·比亞·波勒普
高手，曾在名聲獵埸想贖回凱薩。
羅·波·比亞·麒麟
最高位的喚獸長，與洛巴頓同為家族數一數二之頂尖高手，管理家族所有內政，亦可指派所有支派長行為。可以操控神獸麒麟。
羅·波·比亞·都可可
頂級高手。天堂鳥支派的支派長。被昆設下陷阱，被羅·波·比亞·萊布波波的子彈殺死。
羅·波·比亞·白衣寡婦
頂級高手。蜘蛛支派的支派長。選為家長護衛。支派中最強三人之一。
羅·波·比亞·珀爾修斯
頂級高手。白馬支派的支派長。選為家長護衛。支派中最強三人之一。
羅·波·比亞·帕帝帝
頂級高手。貓頭鷹支派的支派長。選為家長護衛。支派中最強三人之一。
羅·波·比亞·霍蘭
支派的支派長候選人。選為家長護衛。培育者的領導人。
羅·波·比亞·歐拉里
蛇支派的支派長候選人。優拉里的兒子。
羅·波·比亞·優拉里
蛇支派的支派長。使用蛇來傳話。
羅·波·比亞·野史拉切
第五軍團長。貓族。詳見吉黑德軍。
羅·波·比亞·羅維
針葉工房的成品之一。與獅子混合。
羅·波·比亞·普些列
第五軍團第二師團長
羅·波·比亞·萊布波波
排名第278。羅波比亞家族的代理支派長。實力不強，但因與管理員締約，能一日使用兩次可殺死頂級高手的子彈，而排名較高。曾打算以子彈殺伊凡科爾但失敗。
與夜及柳寒城達成協議後決定背叛自己的家族，跟隨夜等人一同去巢穴救夏鎮成，最後擊發了破壞瞬移門的關鍵子彈，成功將特洛伊的浮游艦隔絕在外，但也因此使三艘浮游艦下落不明，她只能祈禱夜他們一行人順利。

#### 波.維多家族(Po Bidau Family)
家族的男人們為“研究協會”（一個研究小組）工作，如果成員無法成事的話會被家族剔除。這是一個極其強大又排外的獨家組織，故其成員都享有極高的名望，此種名望只有“昆家被選中的孩子”才能與之比肩。
波·維多·古斯特昂（Po Bidau Gustang）
家主，神之塔內排名十四位的高位者。為十家主中最關注現世之人，曾多次出現協助夜，似乎對吉黑德的管治不太滿意。被吉黑德知道後發生要清除整個家族的命令。擅長醫術。
波維多•萊波利•昆
新第四軍團長，成為軍團長前在秘密部隊替吉黑德處理骯髒的工作，因此知名度不高，排名較低，但實力不容小小覷。同時擁有電和水蒸氣兩種神水屬性，可以使任何武器注入電屬性，模仿電槍術投擲。而水蒸發則可大量散發電力，造成極大傷害。暫未知為何姓氏為波維多，可能與十大族家的波維多家族有關連
波維多•緹雅拉
波維多家族難得一見的精英，深受家主信任。曾被選為吉黑德公主，但拒絕了任命。在十大家族間以瘋子見稱，會不留情把敵人殺死，性格兇殘，與書蟲的外表天壤之別。曾與夏宥莉分不上高下。擅於使用書本，可以收藏人物易於㩦帶。也可以在書上寫上任何事情成真，例如把身體變任神水，免受傷害，和把對方強大的神水攻擊複製並四倍回彈。另外會使用蔓陀螺形狀的神水攻擊，可以在敵人附近瞬間出現，殺人於無形。
波維多.貝雷利勒
高手，母艦副艦長。
波維多.馬戴.夏
母艦副護衛長，原在母艦負責守衛工作。緹雅拉潛入羅波比家母艦時，亦有陪同。手上的長槍只為裝飾。可以使身體石化，提高防禦力。有夏家族血統。

#### 夏家族(Ha Family)
首領為赫·琉玲(Ha Yurin)，神之塔內排名第十位的高位者。稱號為蛇首 (Snake Head)。塔內第一位搜索者。傳言説赫·琉玲雖然身為女兒身，但卻擁有非常好強而又無畏的個性。琉玲是宥莉公主的曾祖母（但其實從外表上，琉玲看上去並沒有比宥莉年長許多）。另外她同另一位家族首領阿里·漢之間，也育有一對雙胞胎，不過事實上他們並沒有正式結為夫妻。或許是因為忌憚家族血統的力量，從那以後，儘管琉玲也和其它人有過類似的關係，但她也從未結過婚，並且再也沒有生育過。（這在十大家族中也是很罕見的現象。考慮到她的年紀，子嗣的數量相對來説確實非常少。）正因為如此，赫家族沒有繁多的分支家族，而家族的主幹則是圍繞着她那兩個孩子。不過很可惜，這對雙胞胎之間的關係並不怎麼好，而他們每個人都宣稱自己才是家族的正統繼承人。在家族中，關於這一問題的爭吵也從未間斷過。當然，琉玲本人對這些事情完全不感興趣。近來，她更是停止了手頭上的一切外部事務，開始在自己的主屋中獨自生活。
夏家的成員以擁有令人難以置信的體力而聞名。夏鎮成曾說，夏家實際上是專門研究武術的，而不只是身體結實。他們超強的體力，再加上與管理員的契約，擁有塔中最強的身體強化能力。
赫·琉玲
神之塔內排名第十位的高位者。稱號為蛇首 (Snake Head)。塔內第一位搜索者。
赫·宥莉·吉黑德
詳見吉黑德公主
夏侑拉
詳見蕃哈爾隊
盧比
詳見昆之隊。
夏鎮成
詳見FUG。
夏天熙
頂級高手。第四軍團的第二師團長。曾訓練未成為高手時的宥莉。父親是夏家的妓生，身分低下，因而不受重用。使用一套懸停的類似大砲的長矛，具有進攻和防禦能力。及使用一個巨大的扇子，可以產生強烈的爆炸，可以增強俞漢鬆的力量。扇子也被用來創造一個由風組成的惡魔般的存在。
夏·盧達
高手。聽從宥莉指示，前往名聲獵場想贖回凱薩。
羅波比亞·夏·沙切
第五軍團的第一師團長。頂級高手。曾為夏家人，因懶於戰鬥而加入羅波比亞成為貓族。
夏 差
拒絕成為高手的隱世高手，肉身正老去。擅長武術。因對伊凡科爾有虧欠，而成為夜的武術師傅。

#### 阿里家族(Ari Family)
首領為阿里·漢 (Ari Han)。另外雖然並非名義上的夫妻，但阿里·漢同赫·琉玲 (Ha Yurin) 之間育有兩個孩子（雙胞胎）。與艾利赫家族為親屬關係，雖沒有艾利赫之賞賜之劍，但體內有另一把守護劍。為十大家族中較不好戰。擅長隱藏氣息及使用刺針。
艾利 布萊伊特 莎隆
第一師團長。頂級高手。二階隨從。狩獵者。金色的頭髮和藍色的眼睛。她穿著一件白色的衣服，外面披著一件紅色的斗篷。於終點站與艾波西昂一同對抗伊凡科爾。她在使用刺針方面表現出了極高的技巧，伊凡科爾稱讚了她使用這種武器的能力。亦會使用艾利家族的守護劍，瑪蘭 精靈之劍。

#### 蓮家族(Yeon Family)
首領為蓮華(Yeon Hana)，神之塔內排名十七位的高位者。有趣的是，蓮家族的成員沒有一個人繼承了蓮華的血脈，其餘所有人都是家族的教母——蓮·伊萊迪的後代。蓮家族被認為是具有輕微性別歧視的家族，家族內的人往往都比較輕視男性。除了知道蓮家族是第二十一層的統治者，其餘有關蓮家族的信息並不多。家族的成員都會佩戴貴金格納之花（Zygaena’s Flower，此花生長於金格納魚體內，同時也是蓮家族的代表紋章，花中天然生有極其珍貴的寶石）樣式的首飾。而為了維持金格納之花的稀有性，蓮家族殺死金格納魚的事件被曝光後，家族的名譽被嚴重損毀了。家族的人擅於控制火之郎水，此能力是獲得自古代種。

#### 歐蘿西婭家族(Eurasia Family)
首領為歐蘿西婭.布洛瑟姆(Eurasia Blossom)，神之塔排名十三位的高位者。擁有十大家主中最強大的神水天賦。據了解，這個家族有多個分支，暫時只出現分支馮切卡爾的角色。據說全家家族都很善於控制神水，而且普遍都嗜睡。
歐蘿西婭.安.吉黑德
詳見吉黑德公主。

#### 圖.佩裏家族(Tu Perie Famliy)
家主為圖.佩裏.特佩裏(Tu Perie Tperie)，排名第十一位第高位者。燈台御守，製造了神之塔內最偉大的燈台“無限之眼”奧佩拉(Opera)。

#### 韓德家族(Hendo Family)
家主為韓德.洛克.血染(Hendo Lok Bloodmadder)，神之塔內排名十六位的高位者。他是塔內唯一一名守衞者，也是唯一一位沒有在一百層獲得永生的家主。最終通過管理者契約獲得永生，代價是所有後代都只有極短的壽命。因此，韓德家主雖然在十大家主中擁有最多的子女，但家族實力卻是最弱的一個。希望通過培養吉黑德公主來恢復權力，安德羅西公主與格萊德麥莉公主都是韓德家族的養女。

### 吉黑德公主
吉黑德在134層成為塔王後，便停止了登塔。揚言他希望將塔接下來的攻略交給他的後代。但由於吉黑德的血液過於強大，他無法跟任何女性繁衍子嗣。所以十大家族長 『波·維多·古斯特昂』想出了一個方法，選出優秀的女孩，在她們的血液中加入一點吉黑德的血液，讓她們登塔互相競爭，而倖存的公主裡表現的最出色的那個，就是吉黑德新娘。
阿多里•吉黑德
現今吉黑德公主中被視為最強，亦為最美麗。亦為吉黑德軍團長，掌管整個吉黑德軍團。擁有金色十一月。金色十一月是十三月系列中唯一的s級武器，因此是其中最強大的武器。對吉黑德極其忠心，稱自己為吉黑德之劍，負責替吉黑德維繫塔的和平，滅所有敵人。吉黑德發出三項命令後，她自稱會執行三項命令，包括消滅FUG和波維多家族，而且真的有能力辦到，可見實力高深莫測。她成為高手前已能輕易擊敗高階高手，她成為高手已曾擊敗敗伽藍•吉黑德。現今仍被塔內的人討論她與安•吉黑德誰更強。
昆·瑪斯切妮·吉黑德（쿤 마스체니 자하드, Kun Mahseuchehni Jahad, "Koon Maschenny Zahard"）
黃五月擁有者，昆家族唯一一位受賜十三月的吉黑德公主。她目中無人，極度驕傲自大，也不承認宥莉有得到十三月的實力。在39層地獄列車站，聯絡並以宥莉不能繼續待在列車上的條件，逼迫宥莉接下黃五月和綠四月的賭注。在巢穴篇捉走夏鎮成作為人質，引夜與羅波比亞家長接觸，不知目的為何。曾以童年外表於隱藏之層出現，與吉黑德少年時對戰，雖最後敗北，但已可見實力不容小觑，並非常好戰。
伽藍·吉黑德（가람 자하드, Gahrahm Jahad, "Garam Zahard"）
在死亡之層被稱為“北境市的隱士”。持有十三月中的靛藍七月與藍色八月。曾有一位雙胞胎姐姐侑藍·吉黑德，但因其遇到強敵而同時開啟兩把十三月，最後發瘋失去理智，而伽藍也因此被迫殺害自己的雙胞胎姐姐（也從姐姐那裡獲得第二把十三月）。此事件與「安·吉黑德事件」相近，吉黑德認為同時有4把十三月武器消失在塔中（安持有無色十二月與白色二月），可能會造成混亂，於是下令追捕兩名公主，最後伽藍受波維多家主協助，躲於死亡之層，而安被永久封印。
吉納·雷普爾雷斯塔·吉黑德（Jaina Repellista Zahard）
足不出戶，通曉塔內一切消息。是以看戲者的姿態存在。位於123層的中間區域，吉黑德浮游船內自己的別墅中。擁有神之塔中最偉大無限之眼燈台“奧佩拉”。
歐蘿西婭 安 吉黑德
塔內排名第七。 後來安和其武器無色十二月（ Colorless December）皆陷入暴走狀態於是遭到封印。她出生於歐蘿西婭家族（ Eurasia Family），母親為歐蘿西婭·布洛瑟姆（ Eurasia Blossom ，排名13），父親為波·維多·古斯特昂（ Po Bidau Gustang，排名14）。因屬兩個十大家族的後代，實力超卓。安是唯一一個曾擁有無色十二月的公主。她力量卓絕，水平境界遠超其他公主，且貌美如花，性格恬淡温和，深受讚譽。因此在她決定登塔後迅速成為了一名上位者。
但成為上位者、受賜無色十二月之後，她有一日發現阿琳的日記，知道了塔與吉黑德不為人知的事實。之後她性情大變，變得古怪而危險，有時甚至毫無理由地大開殺戒。她先是表面上裝的很和氣，然後忽然暴怒，襲擊他人。同時侑藍因同時啟動兩把十三月而發瘋，安就此與侑藍碰面。後二人皆被吉黑德下令抓捕，侑藍躲藏起來，而安則殺了眾多公主後並封印。後來侑藍亦從安的口中，得知了吉黑德公主的秘密。
阿娜克·吉黑德
原吉黑德公主。因觸犯禁令和一個廚師私奔，而被追殺。為阿娜克·吉黑德的母親。並不為私奔而後悔。與伽藍相熟，曾拜託伽藍照顧她的女兒。
昆·瑪利亞·吉黑德
昆曾協助瑪利亞成公主。成為公主後去向不明，與瑪斯切尼一起密謀。
侑藍·吉黑德
已過世的吉黑德公主，藍色七月的前任所有者。因遇到強敵而同時啟動兩把十三月，發瘋失去理智後，被雙胞胎妹妹伽藍所殺。
赫·宥莉·吉黑德（韓語：하 유리 자하드）
聲優：本多真梨子（日本）；윤아영（韓國）；Kira Buckland（美國）
人類，女性，吉黑德公主，黑髮紅眼，職業：狩獵者。十大家族「赫/夏」家族出生。擁有「黑色三月」的十三月公主，為幫助夜通過海頓的測試而將其借給夜。
安多蘿西·吉黑德
見什伊樹隊介紹
阿娜克·吉黑德
見什伊樹隊介紹
艾莉赫·諾蒂·吉黑德
選別人員公主。與恩道·洛克·克蕾德瑪麗·吉黑德敵對。
恩道·洛克·克蕾德瑪麗·吉黑德
選別人員公主。與艾莉赫·諾蒂·吉黑德敵對。
羅波比亞·西涼·吉黑德
選別人員公主。和妹妹羅波比亞·莉涼·吉黑德是孿生公主。目標是在名聲狩獵場裏搶奪夜的同伴的名字。和哈馳遭遇，不分勝負。後因凱撒敗北撤退。後於巢穴篇後再出場，想代替莉涼與夜結婚。家族分支為老虎。
羅波比亞·莉涼·吉黑德
選別人員公主。和妹妹羅波比亞·莉涼·吉黑德是孿生公主。目標是在名聲狩獵場裏搶奪夜的同伴的名字。後因凱撒敗北撤退。後於巢穴篇後再出場，被家主命令與夜結婚，深感不忿。巢穴篇時才得知自己的父親為沙蛇，但不願承認。家族分支為老虎。

### 吉黑德王及軍隊

#### 塔之王
吉黑德
著名的“塔之王”，也是居住在塔內的最著名和最偉大的存在。對於塔的居民來說，他就像神一樣。目前在排名中保持第三位（在 潘泰尼納姆和恩流出現之前，他一直是排名第一的人）。是吉黑德樓層的最高統治者，也是吉黑德帝國的創始人，同時亦征服了塔的前134層。隱藏層事件發生後，吉黑德從冬眠中醒來，再次活躍起來，成為塔中排名最高的活躍強者，就在烏雷克·馬齊諾之上。曾於隱藏之層篇以少年時期的外表出現，喜愛冒險與挑戰，與現時性格不盡相同。喜歡夜的母親，阿琳格雷斯。但因V與阿琳相愛，並不同意吉黑德成塔王，吉黑德下令追殺V和阿琳。
會使用吉黑德流攻破術 金剛掌；神元流；謎團島的黃金刺針；吉黑德流神水控制術 金彈；吉黑德流神水控制術 宇宙/第二宇宙；吉黑德流殺人技 狂亂；吉黑德式刺針 列卡利庫斯，吉黑德通過工房大弟子考試而取得的刺針，只有吉黑德承認對手時才會使用，因此稱為開戰之針，有三階段變化，第一階段為白色普通刺針形態，第二階段為紅色的腔棘魚，形態細長，攻擊範圍更廣，會發出一字形衝擊波，第三形態為紅色利維坦。

#### 軍團長
阿里多 吉黑德
詳見吉黑德公主

#### 行政部
阿賓 路
總主席。只有一張巨大的臉和漂浮的雙手。

#### 祭壇
司徒亞阿圖爾
祭司長。負責於祭壇接收吉黑德命令，傳達予行政部和軍部。
查理
高手。剛入職到祭壇便收到三項命令。

#### 處決部隊
羅波比亞 萊恩
負責塔樓二樓的考試監考官，以及選別人人員考試的波道使訓練官。第三部中，他被實力壓倒性的夜輕鬆擊敗。

#### 第四軍團(舊）
卡拉斑
前第四軍團長。
艾波西昂
頂級高手。副軍團長。一階隨從。燈台御守。於巢穴激戰篇被伊凡科爾殺死。
艾利 布萊伊特 莎隆
第一師團長。頂級高手。二階隨從。狩獵者。金色的頭髮和藍色的眼睛。她穿著一件白色的衣服，外面披著一件紅色的斗篷。於終點站與艾波西昂一同對抗伊凡科爾。她在使用刺針方面表現出了極高的技巧，伊凡科爾稱讚了她使用這種武器的能力。亦會使用艾利家族的守護劍，瑪蘭 精靈之劍。
庫利珊 K
第一副師團長。
夏天熙
頂級高手。第四軍團的第二師團長。曾訓練未成為高手時的宥莉。父親是夏家的妓生，身分低下，因而不受重用。使用銀星戰將，具有進攻和防禦能力。及使用光輪扇，可以產生強烈的爆炸，可以增強力量。扇子也被用來創造一個由風組成的惡魔般的存在。
清多利安蛙
頂級高手。副師團長。
馮切卡爾 德拉
高階高手。中隊長。
侑爾克
頂級高手。二階隨從。
汀克約爾契
高手。三階隨從。

#### 第四軍團(新)
波維多•萊波利•昆
新第四軍團長，成為軍團長前在秘密部隊替吉黑德處理骯髒的工作，因此知名度不高，排名較低，但實力不容小小覷。同時擁有電和水蒸氣兩種神水屬性，可以使任何武器注入電屬性，模仿電槍術投擲。而水蒸發則可大量散發電力，造成極大傷害。暫未知為何姓氏為波維多，可能與十大族家的波維多家族有關連。
羅波比亞 優拉優
師團長。有十多隻手，為工房改造與物種融合的試驗品。可以無視無法抓住艾利赫之劍的規則。被白神所殺。
亞莉雅
師團長。為工房改造與物種融合的試驗品。擅長用腳攻擊。

#### 第五軍團
羅·波·比亞·野史拉切
第五軍團長，貓族，犬族篇與巢穴篇的關鍵人物。
曾將被特洛伊所操縱的犬族屠殺殆盡，一直在沌、閻王、保羅三人面前扮演著壞人，從不釋出真心，對其三人施加恐懼，實質上是為了保護他們兄弟三人不被特洛伊所殺，因此還對特洛伊謊稱自己早已殺死他們三兄弟。
與閻王的父親汪汪為生死之交，兩人為同一工坊所誕生的合成獸人實驗體，起初很討厭汪汪，認為汪汪只是死守本能，後來在不情願的狀況下與汪汪搭檔，相處許久時，他變得越來越在意汪汪，最後視汪汪為摯友，已經到達病態的程度，為了汪汪，他可以殺死、背叛世界上的任何人，這還包含了汪汪的妻子南南。
佔有慾極強，曾對汪汪宣言過「會把他從主人身邊搶走」，但這個願望即使到汪汪死前都沒能實現。
因與汪汪成為頂級高手後，被特洛伊派遣的使者招攬，汪汪決定效忠特洛伊，但他本人不同意，勸汪汪無果後，自立自己的登塔團隊，一直不理會來自四方的橄欖枝，直到某一天，他的團隊被特洛伊派出的使者給全數殺死後，他為了暗中想說服並救出汪汪，最終同意了特洛伊的提案，加入了羅波比亞家族。
因聽說汪汪是「唯一不受特洛伊操縱的特殊獸人」，而是汪汪自願效忠特洛伊的事實後，一直千方百計說服汪汪，但最終無果，後因汪汪與南南相戀而感到忌妒，卻認為南南或許是唯一可以動搖汪汪想法的人，因此與南南暗地協商逃亡計畫，但另一方面又盤算想借特洛伊的刀來殺死南南就可獨佔汪汪的想法後，一方面暗地出賣了南南，另一方面火速趕往汪汪所在的外塔區，說出了一切真相，正當他打算強硬帶著汪汪逃出外塔區時，特洛伊卻帶著南南的屍體瞬間移動到他們眼前，特洛伊因此逼著汪汪做出殘酷的選擇，為了拯救犬族，汪汪甘心被犬族凌遲致死，而野史拉切也被特洛伊操縱，逼著親手挖出汪汪的心臟。
隨著特洛伊的離去，他決定將現場所有的犬族全數殺光，來弔念摯友，因特洛伊承諾給予野史拉切絕對的自由，他在特洛伊的推薦下，加入了吉黑德王軍，但特洛伊沒料到他居然爬上了第五軍團長的位置。
為了實踐汪汪給他的遺言，特此將汪汪心臟上的三根犬牙以戲劇性的方式植入三兄弟體內，並故意在三人面前扮演壞人，威脅他們不准靠近羅波比亞與吉黑德，更不准復仇，然而命運作祟，閻王與沌最終還是來到了特洛伊面前，為了救人，野史拉切決定與特洛伊拼死一搏，將閻王與沌救走，但自身受到的損傷嚴重，壽命已不到數個月。
為了幫助閻王拯救被帶走的犬族，與閻王潛入波維多家長藏書的秘密書庫，受到穿心攻擊，死亡前將混血種的研究資料交給閻王。
羅·波·比亞·普些列
第五軍團第二師團長

### F.U.G
塔內最神秘也最危險的犯罪組織『F.U.G』。其最終目的是殺死十大家族長與塔王吉黑德，為促使塔的改變而不擇手段革命。這個集團是由FUG殺手的第一權位格雷斯·米勒奇亞所創立。現在FUG有11個權位殺手，5個未知下落，4個空缺，2個以惡魔之名活躍在塔中，以及2名殺手候補人。FUG性質比起暗殺組織，更類似宗教團體，每個成員都會把各自的殺手當成神一般的存在，而每位殺手大部分都擁有頂級高手以上的實力，但還是在十大家族的家長之下。
火蓮
聲優：日笠陽子（日本）；김나율（韓國）；（美國）
女性，紅髮魔女一族，為嚮導出身，職業：波道使。初登場(王冠比賽)時穿著緊身衣、戴著面具，後面具被夜非出於自我意識使用的神水擊破面具並瞎了右眼，之後便一直帶著眼罩，真實身分為F.U.G的殺手之一，於第一季結局時，因與夜的邂逅而看上了他，也得知蕾哈爾背叛了夜，於是決心與夏鎮成聯手，將夜培養為F.U.G的殺手候補，並奉組織的命令給予夜真名「威傲來」。
第二季時一直在暗中與夏鎮成守護著夜，並與糖醋肉隊有了結盟的機會，之後夜與昆重逢後，為了對抗之後的強敵，帶著昆與吉王男進行嚴酷修行，最終與夜等人乘上了地獄列車，抵達了她的最終目標「死亡之層」，其目的表面是為了對死亡之層的南城統治者「地獄喬」進行滅族復仇，實則是要從北城的統治者手上拿到「靈魂湯勺」，之後就一直與夜等人一同登塔。
柳寒城（韓語：유한성）
聲優：岸尾大輔（日本）；정주원（韓國）；Lucien Dodge（美國）
人類，男性，金髮金眼，在伊凡科爾層中擔任總監考官，後來辭去監考官一職，四處調查吉黑德王國中所隱藏的秘密，之後與夜等人在走散的狀況下一同殺入巢穴，現今逃入特洛伊的結體浮游艦的其中一座後，連人帶艦被古斯特昂給劫走。
喜歡喝速溶咖啡。是波道使中的天才。
似乎與十大家族中的韓德家族有關。
夏鎮成
頂級高手。狩獵者。塔內排行前一百以內。夜和加拉加的師傅，及其護短。以前遇到十大家族的人格殺勿論，在遇到夜後認可了夜，從此之後，在暗中保護夜。預言夜會重回FUG。為了保護在終點站的夜，攔下卡拉斑的軍隊，與卡拉斑對戰中被砍斷雙臂。又被昆·瑪斯切尼·吉黑德公主偷襲被抓，是巢穴篇的主要故事開啟人物。
原本他要被封印在羅波比亞家族的特殊巨大封印裝置「浮游石」中，但於貓塔遊戲的終盤時，夜等人與瑪斯切尼達成了協議，其內容為將被封印在「巢穴」中「浮游石」中的神秘災厄之獸「利維坦」給帶回，以作為交換釋放夏鎮成的條件，因此夏鎮成被釋放後，為了鎮守浮游石而與羅波比亞的兩名頂尖高手展開拉鋸戰，直到夜等人成功逃出為止。最後碰上了特洛伊後，經歷一連串事故，夏鎮成終於和特洛伊達成替夜舉辦比武招親的協議，以便拖延特洛伊的時間。
艾利赫·華奎因
地獄列車上的候補殺手，曾經的殺手“白神”，為了超越父親 ，和惡魔定下契約與另外4個弟妹合體成為一人。性格殘暴，進行了大量殺戮來獲得力量，被同門吉黑德公主擊敗，逃入地獄列車，被當時列車上的選別人員封印。後被蕾哈爾放出，在列上被夜擊敗。蕾哈爾答應用艾米麗幫其尋找最後一個分身。與蕾哈爾一同行動。在死亡之層吞噬大量靈魂，因為詛咒無法離開死亡之層，被波·維多·古斯特昂收走所吞噬的靈魂，之後被加拉加救走。現已被吉黑德軍俘虜。
加拉加
殺手之一。搜索者。擅長使用咒術。夜的師兄。吉黑德王子之一，王男的親兄弟。師父夏鎮成被抓以後，決定相信師父對夜的選擇，幫助夜與夜一起救出師父。
克爾赫蘭
FUG的元老。藍色的黑洞。能看見命運。使用弓箭。擁有木屬性的古代種。
素五
克爾赫蘭的紅髮嚮導。頂級高手。使用神水控制術，改變水流的青玉魚。可使克爾赫蘭的弓箭具有空間傳送的能力。
偉伊洛德•閻王
殺手之一。偉伊洛德家三兄弟中排第二。能全身擬態。免疫對他恐懼的人的神水。頂級高手（巔峯時期排名兩百以內）。犬族之王。
偉伊洛德•沌
與元老合謀，想奪去閻王殺手之位。偉伊洛德家三兄弟中的大哥。全盛時期排名200名內。(中世基準)
偉伊洛德•保羅
與元老合謀，想助沌奪去閻王殺手之位。偉伊洛德家三兄弟中的三弟。
南 內亞
過往的殺手之一。偉伊洛德•閻王的母親。獸人。最強的古化生物亞克利那克的宿主。後因亞克利那克暴走，被羅波比亞的三個支派擊敗後，現出其真身被羅波比亞家族帶走，後與閻王的父親 - 前代犬族首領偉伊洛德•汪汪逐漸相戀，並替其孕下閻王，同時對沌視如己出。
閻王出生後，本與汪汪過著幸福快樂的生活，直到因特洛伊•梅萊伊對汪汪參有自己也不確定的個人感情後，汪汪被指派帶領部分犬族到外塔邊疆地帶建村，兩夫妻就這樣被迫分開，同時她也暗自接受了野史拉切的逃亡計畫，打算一年後帶著兩個孩子逃到外塔與汪汪會合，徹底切斷與羅波比亞家族的關係，不料遭到野史拉切的暗地背叛，前者將情報出賣給了特洛伊，特洛伊親自趕到現場，將她攔截後並直接殺死，其屍體被特洛伊直接棄置在汪汪與野史拉切眼前。
索菲亞 譚
FUG的元老。頂級高手。燈台高手。
娜莫
雪梨院出身的波道使。索菲亞譚的弟子。為了有表現機會，參與了巢穴之戰。與頌雅一同牽手才能發揮最大力量。被白神所殺。
頌雅
雪梨院出身的波道使。索菲亞譚的弟子。為了有表現機會，參與了巢穴之戰。與娜莫一同牽手才能發揮最大力量。
球思球思
20層考試總監，實際是FUG，勒伯的上司。喜歡吃原味炸雞。在考試結束勒伯出醜後，壓住事件保勒伯不離職，並和潛魚聯絡。因有恩於夏鎮成，於巢穴之戰帶同勒伯協助夜。
勒伯
高手。20層考官。進塔之前父母被FUG所殺。喜歡吃調料炸雞。擅自出考題測試夜。在與夜的對戰中，從仇恨FUG，到驚歎夜的學習能力，再到期待夜的成長。希望夜將力量用於正道。考試中遊戲輸給夜成為塔中一大笑談。後發現上司球斯球斯是FUG的人，但因師傅曾被吉黑德軍所殺，因此開始動搖對FUG的態度。因不能接受夜的師傅被吉黑德軍捉去，於巢穴之戰與FUG一同協助夜。

### 月下翼松
月下翼松是位於塔第77層的組織。是由頂級高手烏雷克·馬奇努(排名No4)和貝克·萊恩(排名NO.9)共同創立。這個組織的力量和影響力令十大家族非常畏懼。。組織名 "月下翼松" 的 "月亮之翼" 源起於烏雷克和貝克·萊恩之間的故事。這是2人之間友情的證明，烏雷克給予貝克的森林一對翅膀。貝克會和他的森林一起離開他原本的樓層，森林被壓縮後放在一個帶有翅膀的盒子裡
後來烏雷克將這片森林帶往77層，與創始成員一起成立月下翼松組織。月下翼松成立的目的不是推翻政府而是找尋出去塔外的方法。
貝克·瑞恩 (Baek Ryun)
第七十七層的統治者，也被認為是神之塔歷史上最具天賦的御浪者(Wave Controller)。月下翼松的創始人之一，同時也是烏雷克·馬奇諾最好的朋友，擔任月下翼松的首領。
烏雷克·馬奇諾
非選別人員，月下翼松的創始人之一，也是月下翼松的副團長，是塔中排名第四的高手，暗戀珈藍·吉黑德，欣賞第二十五夜。

### 其他角色
海頓
聲優：大塚芳忠（日本）；방성준（韓國）；Christopher Swindle（美國）
第一層的管理者，同時也是塔的守護者。
黑色三月（韓語：검은 삼월）
聲優：伊藤静（日本）；양정화(梁靜花)（韓國）；（美國）
十三月系列武器之一「黑色三月」中的亡靈。
瑟琳娜（韓語：세레나 린넨）
聲優：生天目仁美（日本）；강시현（韓國）；Cristina Vee（美國）
人類，女性，黑髮黑眼，職業：搜索者。總是被什伊樹叫「大媽」。
皓
聲優：汐谷文康（日本）；（韓國）；（美國）
男性，金髮黃眼，頭右側有一紅角，職業：波道使。
娜萊
聲優：橋本千波（日本）
人類，女性，金髮金眼，職業：搜索者。背著裝有神水跟神海魚的壺的小女孩，神海魚的使控師。雖然神海魚不擅長戰鬥而長於探查周圍，但主要是由於有著女孩子太愛出風頭是不受歡迎的觀念，所以平時非常低調。
伊文·艾德洛克（韓語：에반 에드록）
聲優：興津和幸（日本）；최한（韓國）；Kyle McCarley（美國）
男性，銀髮矮人，宥莉公主的專屬嚮導。
雷諾·洛（韓語：레로-로）
聲優：津田健次郎（日本）；이현（韓國）；Trent Mills（美國）
人類，男性，金髮金眼，在伊凡科爾層中擔任考官。在夜輕鬆通過測試的神水屏障時便發覺其能力不凡，因此便出現了一句「有怪物進來了」。
坤特·波利馳（韓語：퀀트 블릿츠）
聲優：吉野裕行（日本）；홍범기(洪範基)（韓國）；（美國）
人類，男性，紅髮紅眼。在伊凡科爾層中擔任考官。塔內到處都有由他和雷諾代言的廣告。

## 用語／設定介紹
十三月武器
吉黑德請工房內的工匠阿切爾·愛華德盧幫助吉黑德製成十三月武器，當吉黑德公主被吉黑德認可時，便會授予十三月，使公主間都會互相爭奪。而每把十三月都可以啟動，武器內住著第一代吉黑德公主的亡靈，而亡靈為了復發，與吉黑德訂立了詛咒，凡是同時啟動兩把十三月之人，都會瘋狂。這個詛咒的目的就讓公主無法集齊十三月，因為傳聞十三月，其實就是134層通往上方的鑰匙……
十三月武器由十二把武器與一個武器架合稱，分別為：
銀色一月
白色二月
黑色三月
綠色四月
黃色五月
曉光六月
靛藍七月
藍色八月
黑暗九月
紅色十月
金色十一月（十三月中以十一月最強）
無色十二月（無色十二月被封印）
彩虹十三月
職階
狩獵者：單獨行動，戰鬥核心是讓敵人失去攻擊力。一般多使用物理攻擊，例如劍術。
長槍將：使用長槍從後方牽制敵人。
燈台御守：使用燈台掌握及收集戰鬥情況，輔助戰鬥。
搜索者：在戰事最前線抵抗敵人，輔助狩獵者攻擊。
波道使：使用神水戰鬥。
嚮導：知曉一切的人。通常被認為會受到神之塔的祝福。嚮導主要分為銀髮矮人及紅髮兩族。
操控師：控魂師具有操縱活體生物的能力，通常的控制對象為神海魚類。
咒術師：掌握自古以來就存在的塔的神秘技術的人。
神水
故事中所有能量的來源，是一種具有無限變化可能性的物質，濃度輕時呈氣體，濃度高時呈液體，有時會變成光、火、或水。它存在於塔內各處，不僅為塔內居民提供濕氣，還起到空氣的作用，據說這意味著神水本身就變成了空氣。越是爬上內塔，這些神水的濃度就越增加，受到的神水的壓力和抵抗力就越強。
塔
未知為何出現，據說整個世界突然有一日出現了無數未知之塔，塔外的人出於好奇，而走進塔內冒險。吉黑德與十大家主一同統治塔內，並自稱為。塔又可以分為外塔（居住區域）、內塔（登塔測試）及中間區域。目前確定有135層以上，吉黑德帝國範圍只到134層。
管理者&統治者
每個樓層都有管理者（43層除外）他們掌握其管控樓層上的神水，外面大多為怪獸形狀。管理者曾有很長一段時間被視為不死的 如神一般的存在，但在43層管理者某天被闖入塔內的非選別人員恩流擊殺後，塔民才察覺到管理者也是可能會被殺死的事實。

## 電視動畫
2020年2月7日日本LINE公司公佈了本作品將改編為電視動畫《神之塔 -Tower of God-》並於2020年4月1日播出的消息，韓國、日本、美國將同步播出。
電視動畫由日本TMS娛樂旗下的Telecom Animation Film公司製作。
2024年7月7日播出第二季，動畫製作公司改為The Answer Studio

### 制作人員
- 原作：《神之塔》SIU
- 監督：佐野隆史
- 副監督：花井宏和
- 劇本統籌：吉田恵里香
- 人物設計：工藤昌史、谷野美穂
- 道具設計：益田賢治
- 生物設計：鈴木政彦
- 美術監督：清水啓一朗
- 色彩設計：橋本賢
- 3DCG導演：高野怜大
- 特殊效果監修：谷口久美子
- 攝影監督：野口龍生
- 編輯：新居和弘
- 音響監督：山口貴之
- 音響效果：今野康之、安藤由衣
- 音樂：Kevin Penkin
- 音樂制作人：飯島弘光
- 音樂制作：IRMA LA DOUCE
- 片頭曲/片尾曲歌手：Stray Kids
- 動畫制作：Telecom Animation Film Co., Ltd.
- 製作・著作：神之塔Animation Partners

### 主題曲
第1季
片頭曲「TOP」(韓、日、英)
作詞：ARMADILLO、方燦(3RACHA)、彰彬(3RACHA)、HAN(3RACHA)
作曲：ARMADILLO、方燦(3RACHA)、彰彬(3RACHA)、HAN(3RACHA)、RANGA、Gwon Yeongchan
編曲：ARMADILLO、方燦(3RACHA)、RANGA、Gwon Yeongchan
歌：Stray Kids
片尾曲「SLUMP」(韓、日、英)
作詞：HAN(3RACHA)
作曲：HAN(3RACHA)、方燦(3RACHA)
編曲：方燦(3RACHA)
歌：Stray Kids
第2季
片頭曲
「RISE UP」（王子的歸還篇）
作詞：KENTZ，作曲、編曲：Seul Gi Park、Hyungseo JO
歌：NiziU
「NIGHT」（工房戰篇）
作詞：Bang Chan、Changbin、HAN、D&H，作曲：Bang Chan、Changbin、HAN、VERSACHHOI，編曲：VERSACHHOI
歌：Stray Kids
片尾曲
「BELIEVE」（王子的歸還篇）
作詞：Yu Shimoji，作曲：KZ、Kim Tae-Yeong、B.O.，編曲：KZ、Kim Tae-Yeong
歌：NiziU
「Falling Up」（工房戰篇）
作詞：Bang Chan、Changbin、KM-MAKIT，作曲：Bang Chan、Changbin、RESTART、Chae Ganghae，編曲：RESTART、Chae Ganghae、Bang Chan
歌：Stray Kids

### 各話列表
| 話數                | 標題        | 標題        | 標題             | 劇本       | 分鏡     | 演出               | 總作畫監督                                                                                             | 作畫監督                                                                                          |
| 話數                | 日文        | 韓文        | 中文             | 劇本       | 分鏡     | 演出               | 總作畫監督                                                                                             | 作畫監督                                                                                          |
| 第1季               | 第1季       | 第1季       | 第1季            | 第1季      | 第1季    | 第1季              | 第1季                                                                                                  | 第1季                                                                                             |
| ------------------- | ----------- | ----------- | ---------------- | ---------- | -------- | ------------------ | --- | ------------------------------------------------------------------------------------------------- |
| 第1話               | BALL        | BALL        | BALL             | 吉田惠里香 | 佐野隆史 | 佐野隆史           | 谷野美穗                                                                                               | 谷野美穗、林智子                                                                                  |
| 第2話               |             |             | 400分之3         | 吉田惠里香 | 花井宏和 | 花井宏和           | 谷野美穗                                                                                               | 鈴木美咲、高須美野子                                                                              |
| 第3話               |             |             | 答案之門         | 吉田惠里香 | 佐野隆史 | 興滿録助           | 谷野美穗                                                                                               | 濱中朋子、林智子、石川健介                                                                        |
| 第4話               |             |             | 綠色四月         | 吉田惠里香 | 村田雅彥 | 村田雅彥           | 谷野美穗                                                                                               | 村田雅彥                                                                                          |
| 第5話               |             |             | 皇冠的下落       | 吉田惠里香 | 花井宏和 | 土屋康郎           | 谷野美穗                                                                                               | 鈴木美咲、高須美野子                                                                              |
| 第6話               |             |             | 分配位置         | 吉田惠里香 | 佐野隆史 | 工藤寬顕           | 谷野美穗                                                                                               | 高橋直樹、川口弘明、北條真純                                                                      |
| 第7話               |             |             | 飯與捉迷藏       | 吉田惠里香 | 佐野隆史 | 松村樹里亞         | 石川健介                                                                                               | 濱中朋子、林智子、石川健介                                                                        |
| 第8話               |             |             | 昆的策略         | 吉田惠里香 | 花井宏和 | 佐藤光             | 谷野美穗                                                                                               | 北原章雄、佐藤義久 古賀誠(補佐)、代見裕美(補佐)                                                   |
| 第9話               |             |             | 獨角怪           | 吉田惠里香 | 佐野隆史 | 矢野雄一郎         | 谷野美穗                                                                                               | 高須美野子、鈴木美咲、高田洋一                                                                    |
| 第10話              |             |             | 超越悲傷         | 吉田惠里香 | 佐野隆史 | 土屋康郎           | 谷野美穗                                                                                               | 高須美野子、酒向大輔、濱中朋子 林智子、石井、岡崎洋美                                             |
| 第11話              |             |             | 潛魚狩獵 (前篇)  | 吉田惠里香 | 佐野隆史 | 三宅寬治           | 谷野美穗、石川健介                                                                                     | 首藤武夫、櫻井拓郎、西島圭佑 石橋友紀惠、田中裕作、香月邦夫                                       |
| 第12話              |             |             | 潛魚狩獵 (後篇)  | 吉田惠里香 | 花井宏和 | 花井宏和           | 谷野美穗、石川健介                                                                                     | 高田洋一、鈴木美咲、谷野美穗 濱中朋子、中島里惠、海塚敏 石井、工藤昌史、加野晃 岡崎洋美、花井宏和 |
| 第13話              | 神之塔      | 神之塔      | 神之塔           | 吉田惠里香 | 佐野隆史 | 佐野隆史、村田雅彥 | 谷野美穂、高須美野子                                                                                   | 鈴木美咲、林智子、広中千恵美 工藤友靖、工藤昌史                                                   |
| 第2季（王子的歸還） |             |             |                  |            |          |                    | |                                                                                                   |
| 第1話               | LAST CHANCE | LAST CHANCE | LAST CHANCE      | 吉田惠里香 | 增田敏彥 | 木村佳嗣           | 緒方浩美、洪範錫、吉田肇 Artem Isaev、Bingu、湯糰                                                      | 北澤精吾、鹿島功光                                                                                |
| 第2話               |             |             | 最強的選拔者     | 吉田惠里香 |          | 西村大樹           | 玉里榮二、符世銘、櫻井拓郎 廣中美佳、松下純子、洪範錫 Studio Gram、霍晨佳、徐學文                      | 北澤精吾、鹿島功光、緒方浩美                                                                      |
| 第3話               |             |             | 相信的房間       | 吉田惠里香 | 村上勉   | 村上勉             | 徐學文、徐學武 覃國慶、鄭鈺容                                                                          | 北澤精吾、鹿島功光、緒方浩美                                                                      |
| 第4話               |             |             | 拉麵與廣闊天空   | 宮本武史   | 鈴木慧   | 白石道太           | 廣中美佳、彭佩琦、藤彩七 、遠藤里蘭、清水椋大 矢田起也、徐學文、葉雲                                   | 北澤精吾、鹿島功光、緒方浩美                                                                      |
| 第5話               |             |             | 另一隊           | 吉田惠里香 | 西田正義 | 大賀真琴           | 金慶鎬、金鐘范 李官雨、李敬順                                                                          | 北澤精吾、鹿島功光                                                                                |
| 第6話               |             |             | 齊蓋娜的花       | 宮本武史   | 西田正義 | 野呂真太郎         | 增田千繪、洪範錫 吉田肇、金正男 明光、慧敏、光之園動畫                                                 | 北澤精吾、鹿島功光、緒方浩美                                                                      |
| 第7話               |             |             | 真假魔術         | 宮本武史   | 增田敏彥 | 深瀨重             | 上月庸右、竹之內裕紀 東海林慎一、柳孝相 金田榮二、飯飼一幸 星月動畫、EverGreen                         | 北澤精吾、鹿島功光、緒方浩美                                                                      |
| 第8話               |             |             | 她的名字是艾米莉 | 吉崎崇二   | 黑瀨大輔 | 西村大樹           | 森山雄二、彭佩琦 玉里榮二、洪範錫 Studio Gram、徐學文、葉雲                                            | 北澤精吾、鹿島功光                                                                                |
| 第9話               |             |             | 無翼惡魔         | 宮本武史   | 所俊克   | 村上勉             | 徐學文、徐學武 覃國慶、鄭鈺容                                                                          | 北澤精吾、鹿島功光、緒方浩美                                                                      |
| 第10話              |             |             | 阿琳之手         | 吉崎崇二   | 西田正義 | 山田太郎           | 廣中美佳、符世銘 清水椋大、藤彩七 遠藤里蘭、江島明里 、竹內寬 RadPlus、Studio Gram 曉·火鳥動畫製作集團 | 北澤精吾、鹿島功光、緒方浩美                                                                      |
| 第11話              |             |             | 厚而遠的牆       | 吉崎崇二   | 增田敏彥 | 木村佳嗣           | 金慶鎬、金鐘范 李官雨、金炅垠 鄭多現、許政華、張炯完                                                   | 北澤精吾、鹿島功光                                                                                |
| 第12話              |             |             | 新試煉           | 宮本武史   |          | 深瀨重             | 星月動畫、竹之內裕紀 金田榮二、飯飼一幸 南伸一郎、增田千繪                                             | 北澤精吾、鹿島功光、緒方浩美                                                                      |
| 第13話              |             |             | 阿基米德         | 宮本武史   | 影山楙倫 | 高田昌宏           | 增田千繪、洪範錫 MYEONGJUN CHA、JACHEON KOO WHITE LINE、Fincrossed Studio                              | 北澤精吾、鹿島功光、羽田浩二                                                                      |
| 第2季（工房戰）     |             |             |                  |            |          |                    | |                                                                                                   |
| 第14話              |             |             | 與旅人的相遇     | 吉崎崇二   | 西田正義 | 藤代和也           | 符世銘、廣中美佳 森山雄二、葉雲、周敦桃                                                                | 北澤精吾、鹿島功光、緒方浩美                                                                      |
| 第15話              |             |             | 那一天的約定     | 吉田惠里香 | 增田敏彥 | 村上勉             | 徐學文、徐學武 覃國慶、鄭鈺容                                                                          | 北澤精吾、鹿島功光、緒方浩美                                                                      |
| 第16話              |             |             | 第二十五夜       | 宮本武史   | 石山貴明 | 西村大樹           | 森山雄二、符世銘 廣中美香、葉雲 周敦桃、拾月動畫                                                       | 北澤精吾、鹿島功光、緒方浩美                                                                      |
| 第17話              |             |             | Funky！          | 吉崎崇二   |          | 木村佳嗣           | 金田榮二、飯飼一幸 南伸一郎、星月動畫                                                                  | 北澤精吾、鹿島功光、增田千繪、羽田浩二                                                            |
| 第18話              |             |             | 狂犬與蜥蜴       | 宮本武史   | 西田正義 | 田中太郎           | No Seung-who、森山雄二 廣中美佳、符世銘 曉·火鳥動畫製作集團 葉雲、周敦桃 拾月動畫、LO Studio           | 北澤精吾、鹿島功光、增田千繪、羽田浩二                                                            |
| 第19話              |             |             | ALL IN           | 吉崎崇二   | 中野陽   | 森慶彥 徐晨寅      | 梁家園、凌雪春 劉暢、雙鑫                                                                              | 徐晨寅                                                                                            |
| 第20話              |             |             | 風前的燈火       | 宮本武史   | 增田敏彥 | 上原秀明           | 金炅垠、李美京 鄭多現、許政華、張炯完                                                                  | 北澤精吾、鹿島功光、緒方浩美、羽田浩二                                                            |
| 第21話              |             |             | 黎明的開始       | 吉崎崇二   | 影山楙倫 | 粟井重紀           | 陳凱馳、阿肆、ZEEN 王力、Ango、王火龍 代星星、孫煜婷 唐書強、棒冰、藍天翔                              | 北澤精吾、鹿島功光、緒方浩美                                                                      |
| 第22話              |             |             | 兩人的工房       | 宮本武史   | 西田正義 | 村田尚樹           | 金田榮二、飯飼一幸 南伸一郎、竹之內裕紀 星月動畫、劉文慧 黃飛、陳小倩、何善智 李子俊、孫俊豪、渠逸辰   | 北澤精吾、鹿島功光、緒方浩美                                                                      |
| 第23話              |             |             | 黎明的終結       | 吉崎崇二   | 影山楙倫 | 大塚萬福           | 徐學文、徐學武 覃國慶、林若軒、鄭鈺容                                                                  | 北澤精吾、鹿島功光、緒方浩美                                                                      |
| 第24話              |             |             | 戰鬥的代價       | 吉崎崇二   | 增田敏彥 | 田中太郎 鈴木慧    | 森山雄二、符世銘、廣中美佳 清水椋大、葉雲、拾月動画 顧宏瑜、代星星、孙煜婷 賈雪云、王火龙、唐書強      | 北澤精吾、鹿島功光、緒方浩美、松尾真彦                                                            |
| 第25話              |             |             | 王的歸來         | 宮本武史   | 所俊克   | 所俊克             | 增田千繪、姜美愛 金鐘範、劉文慧、黃飛 陳小倩、何善智、李子俊 孫俊豪、渠逸辰、周玄                      | 北澤精吾、鹿島功光、緒方浩美                                                                      |
| 第26話              |             |             | 出發的黎明       | 吉田惠里香 |          | 上原秀明           | 松尾真彦、洪範錫 、                                                                                    | 北澤精吾、鹿島功光、緒方浩美                                                                      |

### 播放頻道

#### 電視台
| 播放地區   | 播放電視台                  | 播放日期                    | 播放時間         | 備註         |
| ---------- | --------------------------- | --------------------------- | ---------------- | ------------ |
| 日本       | 東京都會電視台              | 2020年4月1日－2020年6月24日 | 每週三24:30(JST) | 日語配音播出 |
| 日本       | 日本BS放送                  | 2020年4月1日－2020年6月24日 | 每週三24:30(JST) | 日語配音播出 |
| 日本       | 栃木電視台                  | 2020年4月1日－2020年6月24日 | 每週三24:30(JST) | 日語配音播出 |
| 日本       | 群馬電視台                  | 2020年4月1日－2020年6月24日 | 每週三24:30(JST) | 日語配音播出 |
|            | ANIPLUS                     | 2020年4月1日－2020年6月24日 | 每週三23:00(KST) | 韓語配音播出 |
| JEI 才能TV | 2020年4月4日－2020年6月27日 | 每週六、日22:00(KST)        |                  | 韓語配音播出 |

#### 網路
| 播放地區 | 播放頻道 | 播放日期                    | 播放時間         | 備註                   |
| -------- | --- | --------------------------- | ---------------- | ---------------------- |
| 日本     | DOCOMO動畫商城 | 2020年4月1日－2020年6月24日 | 每週三24:30(JST) | 日語配音播出           |
| 日本     | 頻道 AbemaTV、Amazonプライム・ビデオ、アニメ放題、あにてれ、FOD、GYAO!、J:COMオンデマンド、TSUTAYA TV、ニコニコチャンネル、ニコニコ生放送、バンダイチャンネル、ひかりTV、ビデオパス、ふらっと動画、miluplus、U-NEXT            | 2020年4月5日－2020年6月28日 | 24:00            | 無限制收看             |
| 日本     | 頻道 Amazonプライム・ビデオ、GYAO!ストア、 Google Play、ゲオTV、J:COMオンデマンド、 TSUTAYA TV、DMM.com、HAPPY!動画、 バンダイチャンネル、ひかりTV、VIDEX、ビデオパス、ビデオマーケット、miluplus、ムービーフルPlus、RakutenTV | 2020年4月2日－2020年6月25日 | 中午開始         | 租賃收看               |
|          | NAVER SERIES on | 2020年4月1日－2020年6月24日 | 每週三20:00(KST) | 韓語配音播出           |
| 美国     | Crunchyroll | 2020年4月1日－2020年6月24日 | 每週三07:30(PT)  | 日語配音、英語字幕播出 |
| 臺灣     | LINE TV | 2020年4月2日－2020年6月25日 | 每週四10:00(TST) | 日語配音、中文字幕播出 |